# Агидель

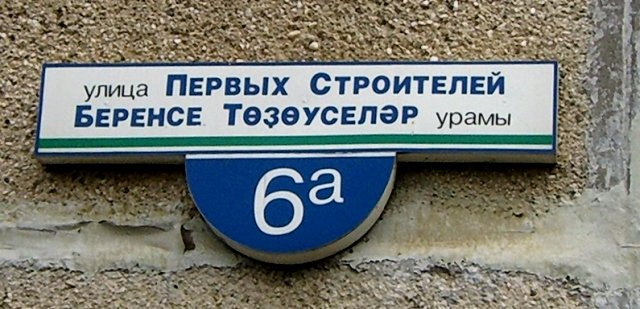
Оформление названий улиц Агиделя — на русском и башкирском языках

Агиде́ль (баш. МФА: Ағиҙело файле) — город (с 1991) в Республике Башкортостан (Россия). Город республиканского значения, образует городской округ город Агидель.

## Этимология
Город назван по башкирскому и татарскому названию реки Белой (Ак идел — «Белая река»), у слияния которой с Камой он расположен.

## История
Расположен на северо-западе республики, в 45 км от города Нефтекамска.
На территории будущего города находились деревни Новый Такталачук, Старокабаново.
Возник как посёлок в июне 1980 года в связи со строительством Башкирской АЭС, с 1991 года имеет статус города.
В 1990 году, после катастрофы на Чернобыльской АЭС, строительство АЭС в Агиделе было прекращено, в результате чего многие местные жители потеряли работу. 2 сентября 1993 года был принят указ президиума Верховного Совета Башкортостана № 6-2/408 «О мерах по стимулированию рабочих мест в городе Агидели», позволивший во многом обеспечить жизнеспособность города.

## Население
| \| 1989[6] \| 1996[7] \| 1998[7] \| 2000[7] \| 2001[7] \| 2002[8] \| 2003[7] \| 2005[7] \| 2006[7] \| \| -------- \| -------- \| -------- \| -------- \| -------- \| -------- \| -------- \| -------- \| -------- \| \| 16 067 \| ↗19 600 \| ↗20 000 \| ↘19 800 \| →19 800 \| ↘18 721 \| ↘18 700 \| ↗18 900 \| →18 900 \| \| 2007[7] \| 2008[9] \| 2009[10] \| 2010 \| 2011[7] \| 2012[11] \| 2013[12] \| 2014[13] \| 2015[14] \| \| →18 900 \| ↗18 992 \| ↗19 139 \| ↘16 370 \| ↗16 400 \| ↘16 123 \| ↘15 932 \| ↘15 865 \| ↘15 749 \| \| 2016[15] \| 2017[16] \| 2018[17] \| 2019[18] \| 2020[19] \| 2021[1] \| \| \| \| \| ↘15 616 \| ↘15 281 \| ↘14 959 \| ↘14 601 \| ↘14 219 \| →14 219 \| \| \| \| 5000 10 000 15 000 20 000 25 000 30 000 2000 2006 2011 2016 2021 |         |         |         |         |         |         |         |         |
| 1989 | 1996    | 1998    | 2000    | 2001    | 2002    | 2003    | 2005    | 2006    |
| 16 067 | ↗19 600 | ↗20 000 | ↘19 800 | →19 800 | ↘18 721 | ↘18 700 | ↗18 900 | →18 900 |
| 2007 | 2008    | 2009    | 2010    | 2011    | 2012    | 2013    | 2014    | 2015    |
| →18 900 | ↗18 992 | ↗19 139 | ↘16 370 | ↗16 400 | ↘16 123 | ↘15 932 | ↘15 865 | ↘15 749 |
| 2016 | 2017    | 2018    | 2019    | 2020    | 2021    |         |         |         |
| ↘15 616 | ↘15 281 | ↘14 959 | ↘14 601 | ↘14 219 | →14 219 |         |         |         |

На 1 января 2025 года по численности населения город находился на 818-м месте из 1124 городов Российской Федерации.
Согласно прогнозу Минэкономразвития России, численность населения будет составлять:
- 2024 — 13,94 тыс. чел.
- 2035 — 11,36 тыс. чел.

Национальный состав
Согласно Всероссийской переписи населения 2010 года: татары — 53,6 %, башкиры — 22,2 %, русские — 16,2 %, марийцы — 4,3 %, удмурты — 1,5 %, лица других национальностей — 2,2 %.
По итогам переписи населения 2020 года проживали следующие национальности (национальности менее 0,1 % и другое см. в сноске к строке «Другие»):
| Национальность | Численность, чел. | Доля     |
| -------------- | ----------------- | -------- |
| Татары         | 6502              | 45,73 %  |
| Башкиры        | 3917              | 27,55 %  |
| Русские        | 2799              | 19,68 %  |
| Марийцы        | 496               | 3,49 %   |
| Удмурты        | 148               | 1,04 %   |
| Чуваши         | 72                | 0,51 %   |
| Украинцы       | 34                | 0,24 %   |
| Узбеки         | 28                | 0,20 %   |
| Казахи         | 21                | 0,15 %   |
| Мордва         | 16                | 0,11 %   |
| Другие         | 186               | 1,30 %   |
| Итого          | 14 219            | 100,00 % |

### Языковой состав
Согласно Всероссийской переписи населения 2010 года родными языками населения являлись: татарский — 56,8 %, русский — 23,3 %, башкирский — 8,3 %, марийский — 3 %, удмуртский — 1,1 %, не указавшие родной язык — 7,6 %.
Согласно Всероссийской переписи населения 2020 года родными языками населения являлись: татарский — 47,9 %, русский — 23,7 %, башкирский — 22,5 %, марийский — 3,1 %, удмуртский — 0,9 %.

## Местное самоуправление
Структуру органов местного самоуправления городского округа составляют:
- представительный орган городского округа, именуемый Советом;
- глава городского округа, именуемый председателем Совета;
- администрация городского округа, именуемая Администрацией.

Председатель Совета городского округа город Агидель: Синева Расима Ахсановна;
Глава администрации городского округа город Агидель: Ирназаров Денис Ильдарович.

## Образование
В городе действуют средние школы № 1, № 2 и гимназия, а также филиал Уфимского топливно-энергетического колледжа.

## Транспорт
В 100 км от города находится железнодорожная станция Янаул Горьковской железной дороги, расположенная на магистрали Москва — Екатеринбург. Ближайшая железнодорожная станция Нефтекамск находится в 50 км от города. В Агиделе есть ведомственная железнодорожная станция без пассажирского движения.
В 20 км к востоку от города проходит региональная автомобильная дорога Нефтекамск — Дюртюли.
Пристань, ныне заброшенная. Через реки Белая и Каму Агидель имеет выход в Каспийское, Чёрное и Балтийское моря, есть возможность принимать суда типа «река-море» водоизмещением до 5000 тонн.

## Религия
Мечети:
- Мечеть «Нур». Построена в 2003 году[31].

Православные храмы:
- Церковь Спиридона Тримифунтского. Церковь и комплекс строений представляют собой две звонницы, ворота, огороженную забором территорию[32].

## Достопримечательности
- Здание Росэнергоатома. Город Агидель был спроектирован, а после и выстроен как город, обслуживающий АЭС. Строительство началось в 1980 году с глобальной подготовки территории для атомной станции и самого населенного пункта. В 1986 году Чернобыльская авария отразилась на решении продолжать строительство реактора. Трехэтажное здание, ныне здание Росэнергоатома, было главным заданием, откуда управлял ситуацией Мидхат Ахметович Шакиров. В здании Росатома находится несколько социальных служб и представители Росатома. У входа стоит информационный щит, рассказывающий об атомной энергетике мира и России[33].
- Световой фонтан[34].
- Спортивно-досуговый центр и тропа здоровья[35].
- Историко-краеведческий музей. Несколько залов с экспозициями рассказывают посетителям не только о 40-летней истории города, но и истории народов, населяющих земли района[36].
- Парк Победы. «Труженикам тыла вечная память» — такая надпись размещена с правой стороны мемориала. Фигура солдата с автоматом размещена с левой стороны, за его спиной надпись: «Детям войны вечная слава». На территории парка Победы в городе размещён мемориал «Участникам ликвидации аварии Чернобыльской АЭС»[37].
- «Тихая гавань»[38].
- Парк города Агидель[39].
- Недостроенная АЭС в Агиделе[40].
- Городской сквер Победы с 60-ю голубыми елями (2005).
- Стена памяти с металлическими табличками, на которых написаны имена погибших в Великой Отечественной войны (всего 109 фамилий)
- Гранитная плита в память о воинах, исполнивших священный долг (2014).
- Памятник Холбану Руслану Константиновичу (1981—2009), капитану, сотруднику управления «А» ФСБ России. Р. К. Холбан погиб в 2009 году при выполнении специального задания в Республике Дагестан[41].